# 創景路駅
創景路駅（そうけいろえき）は、中華人民共和国浙江省杭州市余杭区余杭中央公園に位置する杭州地下鉄5号線と19号線の駅。

## 歴史
- 2020年4月23日：5号線の駅として開業[1]。
- 2022年10月30日：19号線の開業により乗換駅となる[2]。

## 駅構造
改札口が地下1階に位置しており5号線のホームが地下2階、19号線のホームが地下3階にある。
またいずれも1面2線の島式ホームの構造をしている。

コンコース
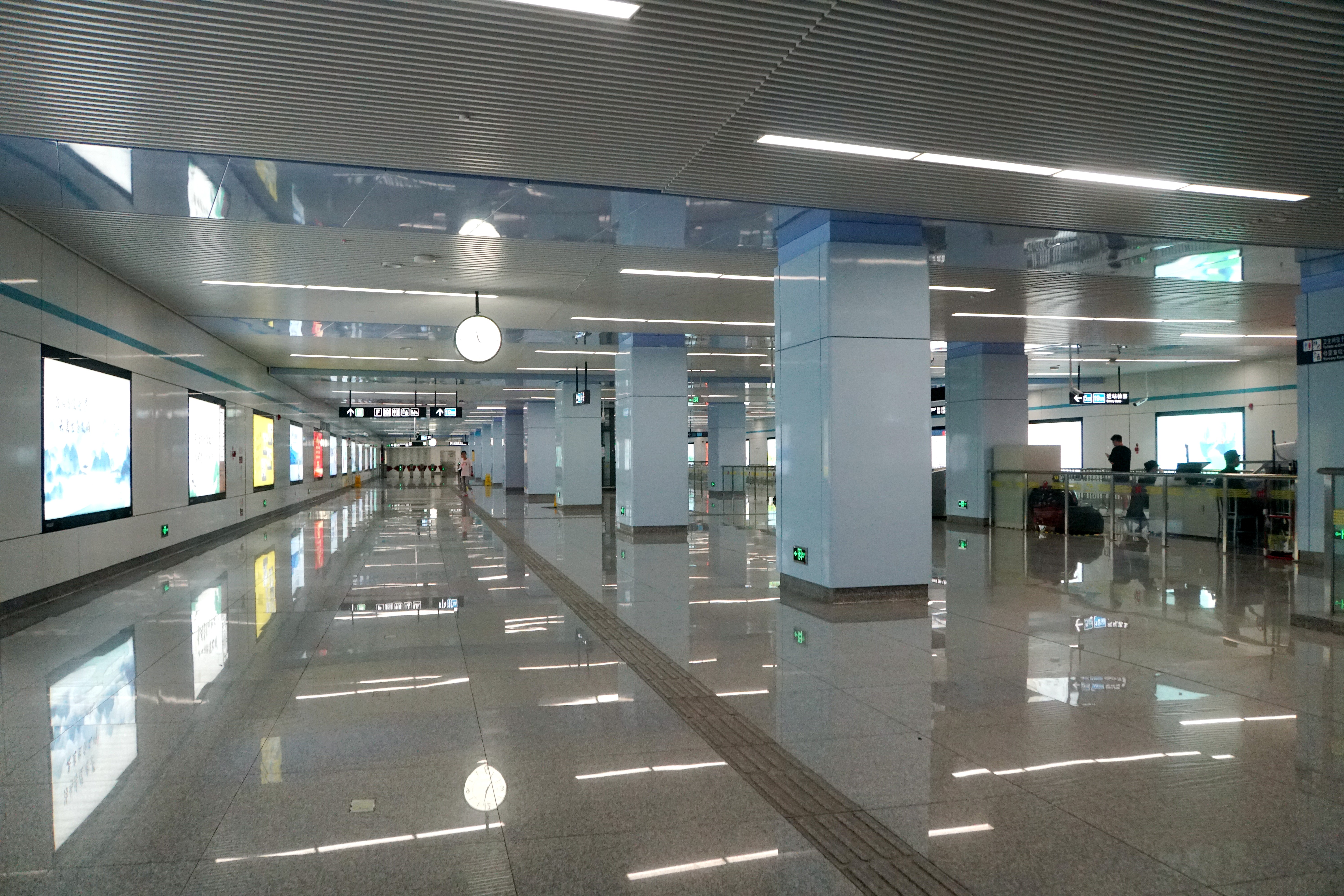
コンコース
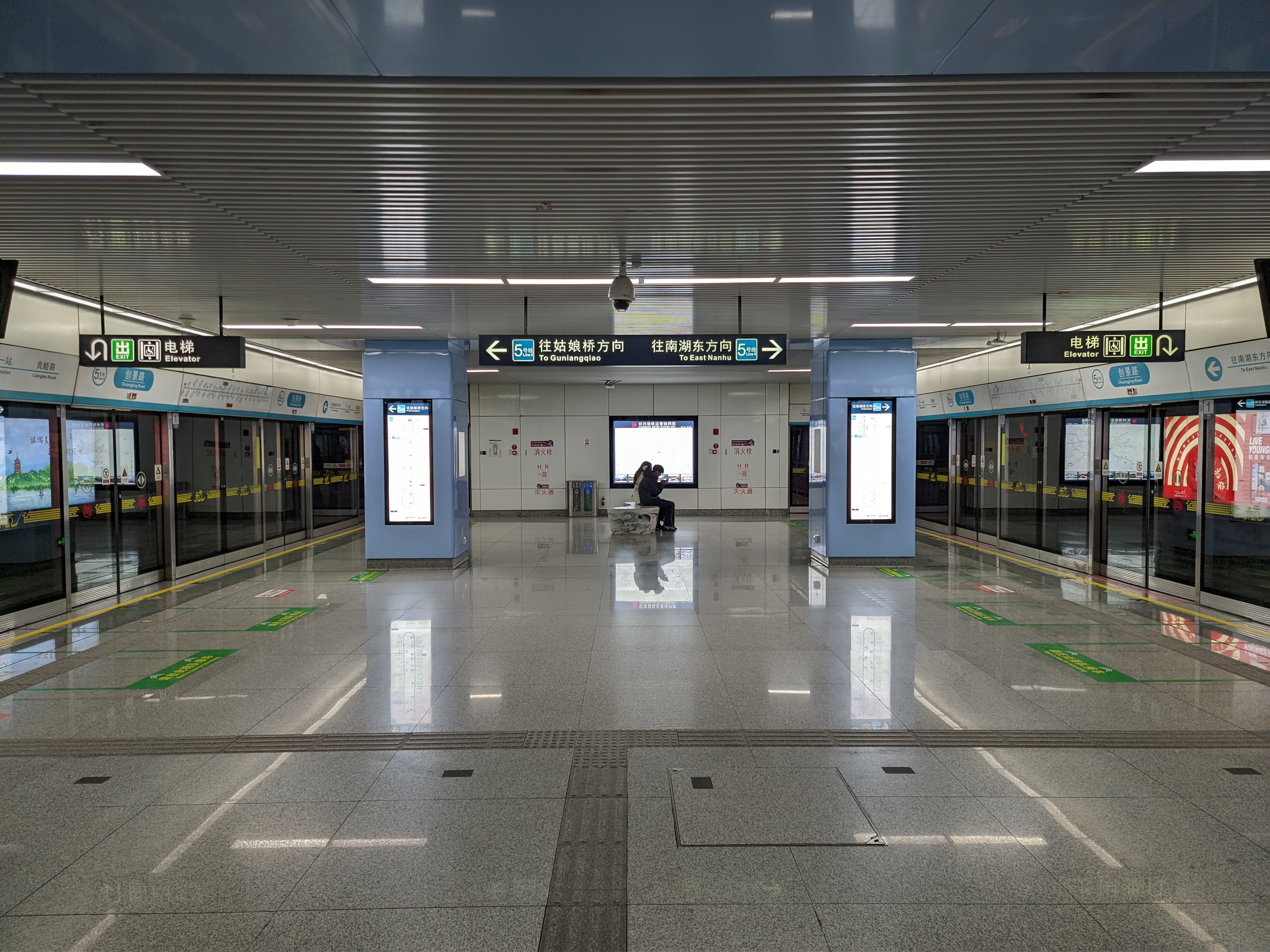
5号線ホーム
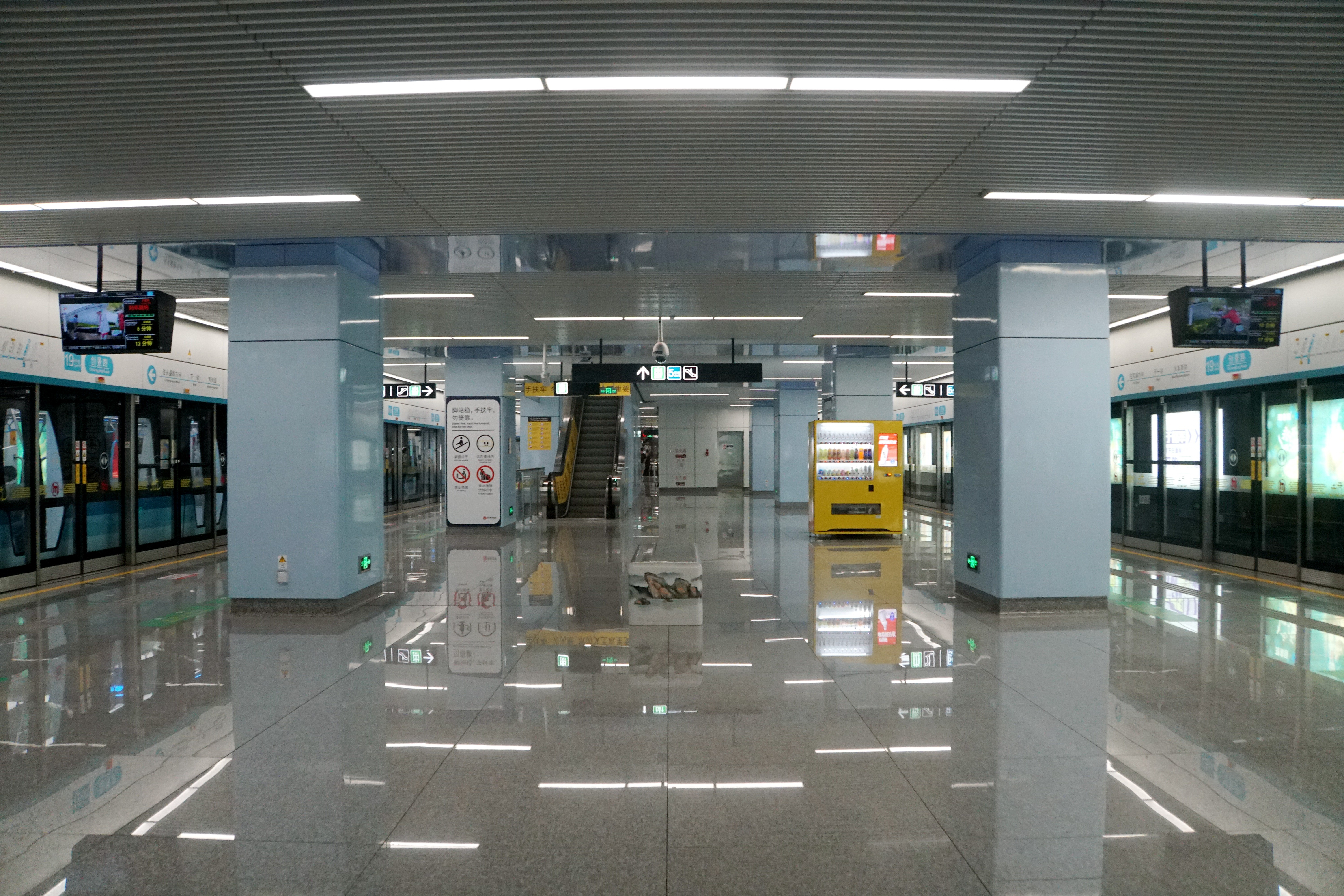
19号線ホーム

### のりば
| 番線                    | 路線     | 行先                                          |
| ----------------------- | -------- | --------------------------------------------- |
| 5号線ホーム（地下2階）  |          |                                               |
| 南・西方面              | ■ 5号線  | 南湖東方面                                    |
| 東方面                  | ■ 5号線  | 城站・火車南站・姑娘橋方面                    |
| 19号線ホーム（地下3階） |          |                                               |
| 北方面                  | ■ 19号線 | 火車西站・苕渓方面                            |
| 東方面                  | ■ 19号線 | 火車東站（東広場）・ 蕭山国際機場・永盛路方面 |

（出典：创景路站设施指示 （中国語））

## 駅周辺
- 余杭中央公園(工事中)
- 欧美金融城(Euro America Financial City)

## 隣の駅
杭州地下鉄
■ 5号線
葛巷駅 - 創景路駅 - 良睦路駅
■ 19号線
火車西站駅 - 創景路駅 - 海創園駅